# Diocèse de Florida
Le diocèse de Florida (en latin : Dioecesis Floridensis ; en espagnol : Diócesis de Florida) est un diocèse de l'Église catholique en Uruguay suffragant de l'archidiocèse de Montevideo.

## Territoire

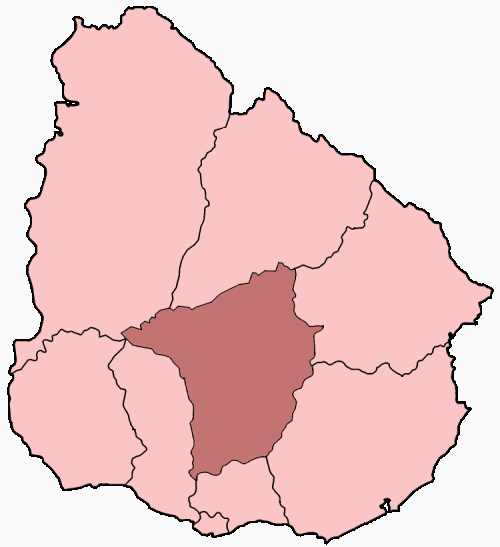
Diocèse de Florida

Il comprend les départements de Florida et Durazno ce qui correspond a un territoire d'une superficie de 22 624 km divisé en 17 paroisses. L'évêché est dans la ville de Florida où se trouve la cathédrale-basilique Notre-Dame-de-Luján qui conserve la statue de la Vierge des Trente-Trois (es), patronne du Paraguay.

## Histoire
Le diocèse est érigé le 14 avril 1897 par la bulle Apostolici ministerii du pape Léon XIII en prenant une partie du territoire du diocèse de Montevideo, qui est élevé le même jour au rang d'archidiocèse métropolitain avec Salto et Melo comme suffragants.
Le 11 août 1931, le siège épiscopal est transféré de Melo à Florida par la constitution apostolique Quo salubrius du pape Pie XI ; il prend alors le nom de diocèse de Melo et Florida.
Le diocèse est divisé le 15 novembre 1955 par la constitution apostolique Accepta arcano du pape Pie XII, donnant naissance aux actuels diocèses de Melo et de Florida.
Il cède une partie de son territoire le 22 octobre 1960 pour l'érection du diocèse de Tacuarembó.

## Évêques
- José Marcos Semeria (3 juillet 1919 - 9 juin 1922)
- José Joaquín Manuel Eloy Arróspide Echeverría (21 juillet 1922 - 18 avril 1928)
- Miguel Paternain, C.Ss.R (20 avril 1929 - 27 février 1960)
- Humberto Tonna Zanotta (5 juillet 1960 - 16 juin 1987)
- Raúl Horacio Scarrone Carrero (15 juin 1987 - 15 mars 2008)
- Martín Pablo Pérez Scremini depuis le 15 mars 2008